# Parti conservateur du Québec
Die Parti conservateur du Québec war eine konservative politische Partei in der kanadischen Provinz Québec, die von 1867 bis 1936 existierte. Mit zwei kurzen Unterbrechungen (1878–79, 1887–91) stellte sie bis 1897 die Provinzregierung, verblieb aber die folgenden vier Jahrzehnte in der Opposition, bis sie schließlich in der Union nationale aufging.

## Geschichte
Vorgängerin der Parti conservateur in der Provinz Kanada war die Parti bleu, die 1850 von moderaten Reformern um Louis-Hippolyte La Fontaine gegründet wurde. Sie wandte sich gegen den Antiklerikalismus und den Radikalismus der rivalisierenden Parti rouge um Louis-Joseph Papineau und unterstützte die Rolle des Klerus in der Quebecer Gesellschaft. Nachdem Québec 1867 eine Provinz des neuen kanadischen Bundesstaates geworden war, entstand aus der Parti bleu die Parti conservateur du Québec, der Provinz-Ableger der Konservativen Partei auf Bundesebene.
Mit zwei Ausnahmen (1878–79, 1887–1891) bildete die Parti conservateur in den folgenden drei Jahrzehnten stets die Regierung und stellte acht der ersten zehn Premierminister. Allerdings kam es im Verlaufe der Jahre zu einer immer deutlicheren Spaltung zwischen einem moderaten Flügel und einem ultramontanen Flügel katholischer Fundamentalisten. Die enge Bindung zu den Konservativen auf Bundesebene schadete der Partei, da die anglophonen Tories zunehmend den Ruf hatten, den Frankokanadiern und Québec gegenüber feindlich eingestellt zu sein. Besonders deutlich wurde dies 1885 bei der Hinrichtung von Louis Riel, der bei den Frankophonen viele Sympathien genoss. Die Auseinandersetzungen um die Manitoba-Schulfrage hatten zur Folge, dass die Unterstützung der konservativen Bundespartei in Québec bei der Unterhauswahl 1896 völlig wegbrach. Darunter litt auch die Parti conservateur du Québec: Die Provinzregierung von Edmund James Flynn erlitt 1897 eine deutliche Niederlage. Die Konservativen fanden nie mehr zu ihrer alten Stärke zurück und die Parti libéral du Québec blieb die nächsten vier Jahrzehnte ununterbrochen an der Macht.
1933 übernahm Maurice Duplessis den Parteivorsitz. Ein Jahr später traten mehrere Abgeordnete aus der Parti libéral aus und gründeten die Action libérale nationale (ALN). Duplessis umwarb die neue Partei und ging mit ihr ein Wahlbündnis ein. 1935 konnte das Bündnis knapp nicht die Mehrheit erringen. 1936 liefen fast alle ALN-Abgeordneten zu den Konservativen über. Aus der Fusion beider Parteien entstand die Union nationale, welche die vorgezogene Neuwahl für sich entschied und die Politik in Québec bis 1960 dominierte.
Seit 2009 existiert eine Neugründung der Parti conservateur du Québec, die aber bisher keine nennenswerte Wahlerfolge feiern konnte.

## Wahlergebnisse
Ergebnisse bei den Wahlen zur Nationalversammlung:
| Wahl | Sitze total | Kandi- daten | Gew. Sitze | Stimmen | Anteil  |
| ---- | ----------- | ------------ | ---------- | ------- | ------- |
| 1867 | 65          | k. A.        | 51         | 40.489  | 53,48 % |
| 1871 | 65          | k. A.        | 46         | 31.168  | 51,72 % |
| 1875 | 65          | k. A.        | 43         | 44.328  | 50,67 % |
| 1878 | 65          | k. A.        | 32         | 68.035  | 49,49 % |
| 1881 | 65          | k. A.        | 49         | 49.152  | 50,38 % |
| 1886 | 65          | k. A.        | 26         | 68.141  | 46,19 % |
| 1890 | 73          | k. A.        | 23         | 71.695  | 45,39 % |
| 1892 | 73          | k. A.        | 51         | 91.579  | 52,41 % |
| 1897 | 74          | k. A.        | 23         | 98.941  | 43,82 % |
| 1900 | 74          | k. A.        | 7          | 43.277  | 41,85 % |
| 1904 | 74          | 24           | 7          | 30.331  | 26,73 % |
| 1908 | 74          | 62           | 14         | 97.738  | 39,92 % |
| 1912 | 81          | 75           | 16         | 125.277 | 43,01 % |
| 1916 | 81          | 55           | 6          | 73.147  | 35,09 % |
| 1919 | 81          | 22           | 5          | 21.990  | 16,96 % |
| 1923 | 85          | 71           | 20         | 114.285 | 39,32 % |
| 1927 | 85          | 69           | 9          | 109.105 | 34,31 % |
| 1931 | 90          | k. A.        | 11         | k. A.   | 43,54 % |
| 1935 | 89          | k. A.        | 17         | k. A.   | 18,93 % |

## Parteivorsitzende
| Name                                   | Vorsitz   | Premier              |
| -------------------------------------- | --------- | -------------------- |
| Pierre-Joseph-Olivier Chauveau         | 1867–1873 | 1867–1873            |
| Gédéon Ouimet                          | 1873–1874 | 1873–1874            |
| Charles-Eugène Boucher de Boucherville | 1874–1878 | 1874–1878, 1891–1892 |
| Joseph-Adolphe Chapleau                | 1878–1882 | 1879–1882            |
| Joseph-Alfred Mousseau                 | 1882–1884 | 1882–1884            |
| John Jones Ross                        | 1884–1887 | 1884–1887            |
| Louis-Olivier Taillon                  | 1887–1896 | 1887, 1892–1896      |
| Edmund James Flynn                     | 1896–1904 | 1896–1897            |
| Pierre-Évariste Leblanc                | 1905–1908 |                      |
| Joseph-Mathias Tellier                 | 1909–1915 |                      |
| Philémon Cousineau                     | 1915–1916 |                      |
| Arthur Sauvé                           | 1916–1929 |                      |
| Camillien Houde                        | 1929–1932 |                      |
| Maurice Duplessis                      | 1933–1936 |                      |